# Harry Manning
Harry Manning (* 1897 in Bremen, Deutschland; † 1. August 1974 in Saddle River, New Jersey) war ein US-amerikanischer Schiffskapitän.

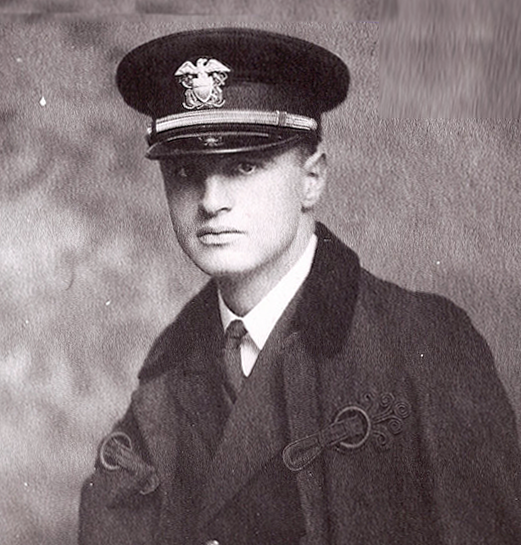
Harry Manning (1929)

## Leben
Über Harry Mannings Herkunft gibt es unterschiedliche Aussagen. Er wurde in Bremen unehelich geboren und von seinem späteren Stiefvater, einem Engländer namens Manning, adoptiert und zog im Alter von zehn Jahren mit seinen Eltern nach New York.
Dort absolvierte er die New York Nautical School (später: U.S. Merchant Marine Academy) und fuhr ab 1914 auf dem Schulschiff USS Newport. Ab 1921 fuhr er für die United States Lines. Ende Januar 1926 war er an der Rettung der Schiffbrüchigen auf der Antinoe beteiligt. Sein erstes Schiffskommando hatte er ab 1928 auf der President Roosevelt. Wenig später, im Januar 1929, war er an der Rettung der Besatzung des italienischen Frachters Florida beteiligt. 1932 rettete er den Flieger Lou Reichers, als dieser vor der Küste von Irland abstürzte, und 1940 konnte er als Kapitän der Washington die Torpedierung des überfüllten Schiffes durch ein deutsches U-Boot knapp verhindern. 1952 kommandierte er die United States auf ihrer Jungfernfahrt, auf der sie gleich ein Blaues Band errang.
Manning besaß auch eine Fluglizenz und flog 1937 mit Amelia Earhart nach Hawaii. An dem weiteren Rekordversuch, in dessen Verlauf Earhart vermutlich umkam, konnte er sich nicht beteiligen, weil er wieder seinen beruflichen Pflichten nachkommen musste. Wenig später stürzte er mit seiner eigenen Fairchild ab und erlitt schwere Verletzungen, konnte aber neun Monate später wieder seinem Beruf nachgehen.
Manning hatte zahlreiche Interessen. Im Boxen bildete er sich aus, nachdem er als junger Mann von einem betrunkenen Seemann in Bremerhaven verprügelt worden war; ferner befasste er sich mit Sprachen und Literatur, insbesondere den Texten von William Shakespeare, und war auch ein begabter Pianist.
Eine Ehe mit Florence Isabella Trowbridge Heaton hielt nur zwei Jahre. Aus der Verbindung ging eine Tochter hervor.
Manning starb nach langer Krankheit im Alter von 77 Jahren.